# Emil Sick
Emil Sick (* 31. März 1921 in Langenau bei Ulm; † 30. Januar 1978 in Oberensingen) war ein deutscher Leichtathlet.

## Leben
Sicks größte sportliche Erfolge waren die Titelgewinne in den Speerwurf-Wettbewerben der Deutschen Meisterschaften 1949, 1950 und 1951. Er erzielte dabei folgende Weiten: 1949 in Bremen 62,10 m, 1950 in Stuttgart 63,52 m und 1951 in Düsseldorf 69,54 m. Sein Heimatverein war die TSV Oberensingen in einem kleinen Vorort von Nürtingen. Bei den Titelkämpfen startete er jedoch für die Stuttgarter Kickers. Dort steht er heute noch auf dem 3. Rang der ewigen Vereinsbestenliste mit einer Weite von 72,07 m, die er am 18. August 1957 als Dritter der Deutschen Meisterschaften 1957 in Düsseldorf geworfen hatte. Bei zehn Teilnahmen an Deutschen Meisterschaften im Speerwurf erreichte er immer eine Platzierung unter den besten zehn. Für den DLV (Deutscher Leichtathletik-Verband) nahm er an drei Länderkämpfen teil. 
Nach seiner aktiven Zeit als Speerwerfer spielte er Handball und Faustball bei der TG Nürtingen und bis zu seinem Tod Faustball bei seinem Heimatverein, der TSV Oberensingen. 
Emil Sick starb im Alter von 56 Jahren an einem Herzinfarkt. Er war verheiratet mit Lore Sick, geborene Föhl, und hatte mit ihr fünf gemeinsame Kinder. Bis zu seinem Tod war er als Hauptbrandmeister bei der Berufsfeuerwehr Stuttgart beschäftigt.